# Dalbyover (plaats)
Dalbyover is een plaats in de Deense regio Midden-Jutland, gemeente Randers, en telt 287 inwoners (2007).